# Bélmer Aguilar
Bélmer Aguilar (Chigorodó, Antioquia, Colombia; 11 de noviembre de 1973) es un entrenador y exfutbolista colombiano que jugaba de defensa. Actualmente no dirige a ningún club.

## Trayectoria como entrenador

### Boyacá Chicó
El  2 de septiembre de 2020 asumió como entrenador en propiedad del Boyacá Chicó dirigiendo en 17 oportunidades. Para el 15 de enero de 2021 un día antes de iniciar el Torneo Apertura 2021 se comunica sobre su no continuidad en el club.
El 17 de agosto de 2023 Bélmer regresa a dirigir al Boyacá Chicó en reemplazo del mexicano Mario García.

## Clubes

### Como jugador
| Club                   | País     | Año         |
| ---------------------- | -------- | ----------- |
| Independiente Medellín | Colombia | 1995 - 1998 |
| Atlético Bucaramanga   | Colombia | 1999        |
| Junior                 | Colombia | 2000 - 2002 |
| Atlético Bucaramanga   | Colombia | 2002        |
| Millonarios            | Colombia | 2003 - 2004 |
| Envigado F. C.         | Colombia | 2004        |
| Deportivo Pereira      | Colombia | 2005        |
| Deportes Tolima        | Colombia | 2005        |
| Envigado F. C.         | Colombia | 2005        |
| Junior                 | Colombia | 2006        |
| Atlético Huila         | Colombia | 2006 - 2007 |
| Independiente Medellín | Colombia | 2007 - 2008 |
| Deportes Quindío       | Colombia | 2009        |
| América de Cali        | Colombia | 2010        |
| Cortuluá               | Colombia | 2011 - 2012 |

### Como asistente
| Club                   | País     | Año         | Asistente de     |
| ---------------------- | -------- | ----------- | ---------------- |
| Independiente Medellín | Colombia | 2017        | Juan José Peláez |
| Boyacá Chicó           | Colombia | 2018 - 2020 | Jhon Jaime Gómez |

### Como entrenador
| Club         | País     | Año  | Partidos dirigidos |
| ------------ | -------- | ---- | ------------------ |
| Boyacá Chicó | Colombia | 2020 | 24                 |
| Barcelona    | España   | 2024 | 100                |

## Estadísticas como jugador
| Competición         | Temporadas | Partidos    | Goles       | Promedio    |
| ------------------- | ---------- | ----------- | ----------- | ----------- |
| Primera División    | 1995-2010  | 402         | 20          | 0,04        |
| Segunda División    | 2011-2012  | 53          | 2           | 0,03        |
| Copa Colombia       | 2008-2012  | Desconocido | Desconocido | Desconocido |
| Copa Libertadores   | 2001-2002  | 15          | 0           | 0,0         |
| Total en su carrera | 1995-2012  | 470         | 22          | 0,05        |

## Estadísticas como entrenador
| Boyacá Chicó · Colombia | 1ª                  | 2020                | 12 | 3 | 1 | 8  | 2 | 0 | 1 | 1 | - | - | - | - | 3 | 0 | 0 | 3 | 17 | 3 | 2  | 12 |  |
| Boyacá Chicó · Colombia | 1ª                  | 2023                | 16 | 3 | 8 | 5  | - | - | - | - | - | - | - | - | - | - | - | - | 16 | 3 | 8  | 5  |  |
| Boyacá Chicó · Colombia | Total               | Total               | 28 | 6 | 9 | 13 | 2 | 0 | 1 | 1 | 0 | 0 | 0 | 0 | 3 | 0 | 0 | 3 | 33 | 6 | 10 | 17 |  |
| Total en su carrera     | Total en su carrera | Total en su carrera | 28 | 6 | 9 | 13 | 2 | 0 | 1 | 1 | 0 | 0 | 0 | 0 | 3 | 0 | 0 | 3 | 33 | 6 | 10 | 17 |  |
| 1. 2. 3.                |                     |                     |    |   |   |    |   |   |   |   |   |   |   |   |   |   |   |   |    |   |    |    |  |